# Edmund Tudor (1430-1456)

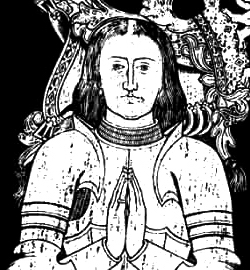
Schets van de graftombe van Edmund Tudor

Edmund Tudor, graaf van Richmond, (Much Hadham, 11 juni 1430 - Carmarthen, 1 november 1456) was een Engelse edelman en lid van het Huis Tudor.

## Biografie
Edmund Tudor werd geboren als zoon van Owen Tudor en Catharina van Valois, dochter van koning Karel VI van Frankrijk en weduwe van koning Hendrik V van Engeland. Omdat niet geheel duidelijk is of zijn ouders al voor zijn geboorte gehuwd waren, wordt getwijfeld of hij wel een wettig kind was. Zijn moeder trok zich in 1436 terug in het klooster van Bermondsey en stierf het jaar nadien. Edmund en zijn broer Jasper werden vervolgens onder de hoede van Catherine de la Pole geplaatst, die abdis van de Abdij van Barking was. Daar bleven ze tot in 1440, om daarna verder opgevoed te worden aan het hof van hun halfbroer, koning Hendrik VI van Engeland.
Op 15 december 1449 werd hij tot Knight of the Bath geslagen. Zijn halfbroer gaf hem talrijke landgoederen, maakte hem lid van de Koninklijke Raad en benoemde Edmund op 23 november 1452 tot graaf van Richmond. In februari 1453 bracht Margaret Beauchamp, weduwe van hertog van Somerset John Beaufort, haar tienjarige dochter Margaret Beaufort (1443-1509) naar het koninklijk hof. Koning Hendrik VI stelde vervolgens Edmund en zijn broer Jasper aan tot haar voogden en ging uiteindelijk ook akkoord met het huwelijk van Edmund met Margaret, dat op 1 november 1455 plaatsvond. De bruid was twaalf jaar oud en raakte korte tijd later zwanger.
In het begin van de Rozenoorlogen trok Edmund naar Zuid-Wales, om daar de belangen van het Huis Lancaster te verdedigen. Daar kwam hij met de plaatselijke vertegenwoordiger van de koning, Gruffudd ap Nicolas, in conflict over zijn bevoegdheden. In augustus 1456 werd hij constable van Camarthen Castle, de belangrijkste koninklijke burcht in het zuidwesten van Wales. Een tweeduizend man sterk leger onder leiding van William Herbert en Walter Devereux, aanhangers van het Huis York, trok nadien van Herefordshire naar Carmarthen, veroverde de burcht en nam Edmund Tudor gevangen. Edmund stierf op 1 november 1456, exact een jaar na zijn bruiloft, als gevangene in Carmarten, nadat hij de pest had opgelopen. Zijn zwangere echtgenote was samen met haar schoonbroer Jasper naar Pembroke gevlucht, waar ze eind januari 1457 het leven schonk aan de latere koning Hendrik VII van Engeland (1457-1509).
Edmund werd bijgezet in de Franciscanenkerk van Carmarthen. Nadat de kerk in 1536 tijdens de Reformatie werd verwoest, werd zijn stoffelijk overschot overgebracht naar de Kathedraal van St Davids.